# Californio (gruppo etnico)
I Californio sono stati un gruppo etnico nordamericano. Il termine storicamente identificava le persone che parlavano la lingua spagnola, usualmente di religione cattolica oppure, a prescindere dalla razza, di discendenza latino americana e nati in California dalle prime colonie spagnole stabilitesi con la Spedizione Portolá nel 1769 e fino al Trattato di Guadalupe Hidalgo (1848) nel quale il Messico cedette la California agli Stati Uniti.
La gran parte degli indigeni della California non apparteneva invece ai californio, perché non parlava lo spagnolo.
Secondo il Censimento degli Stati Uniti del 1850 erano 9.000 i californio censiti nella Alta California.